# Kurt Hamrin
Kurt Roland Hamrin (Estocolmo, 19 de noviembre de 1934-Florencia, 4 de febrero de 2024) fue un futbolista sueco. Es el octavo mayor goleador de la historia de la Serie A italiana. Fue muy conocido por su regate y su definición.

## Carrera

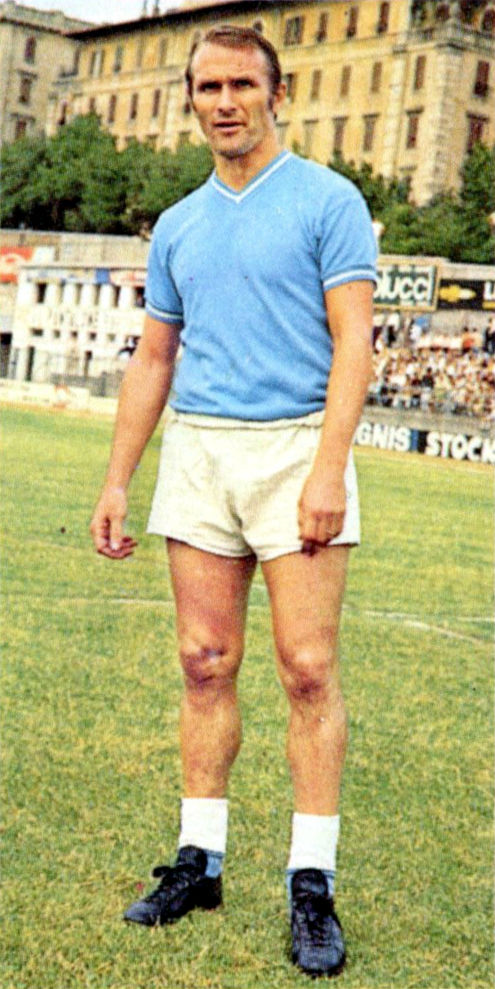
Kurt Hamrin en el Napoli, 1970.

Hamrin debutó con el AIK de Suecia, al que llegó en la temporada 1952-53. Después fichó por la Juventus en 1956 y jugó 23 partidos durante su única temporada allí. Después se incorporó al Padova, donde anotó 20 goles en 30 partidos. Solo estaría allí durante una temporada, y luego se unió a la Fiorentina en 1958, donde permaneció hasta 1967, jugando 289 partidos de la Serie A en los que anotó 150 goles. Mientras estuvo en la Fiorentina, ganó la Copa de Italia en 1961 y 1966. Se incorporó al AC Milan en 1967 y jugó durante dos temporadas, ganando la liga en 1968. También marcó los dos goles para el Milan en la victoria por 2-0 contra el Hamburgo SV en la final de la Recopa de Europa de 1968. Jugó en el SSC Napoli italiano, al que llegó en 1969, y terminó en el IFK Stockholm sueco, donde jugó en 1972.
Hamrin jugó en 32 ocasiones con la Selección de fútbol de Suecia, entre 1953 y 1965, anotando 17 goles. La mayoría de suecos, y también de los alemanes, lo recuerdan por el gol que marcó contra Alemania Federal en la semifinal de la Copa del Mundo de 1958, en el cual hace una corrida por la banda derecha, gira hacia la portería donde elude un defensa, y a un lado del arco hace un amage de pase engañando al portero que se tira y define por arriba. El gol significaba el 3-1 para Suecia, que se aseguró un puesto en la final contra Brasil.
Miembro de la "Exilgnagare", un club de seguidores del AIK, Hamrin es uno de los mejores jugadores que el club sueco ha producido nunca y sigue siendo uno de los mejores para los seguidores del club. Hamrin se instaló en Florencia después de jugar en la Fiorentina, pero sigue al AIK y por lo general vuelve a su país cada verano para ver un par de partidos. También trabajó como ojeador para el AC Milan desde 1998 hasta 2008.

## Muerte
Hamrin murió el 4 de febrero de 2024 a la edad de 89 años. Fue el último jugador sobreviviente de la selección sueca que se enfrentó a la selección brasileña que participó en la final de la Copa del Mundo en 1958.

## Clubes
| Club          | País   | Temporada | Partidos | Goles |
| ------------- | ------ | --------- | -------- | ----- |
| AIK Estocolmo | Suecia | 1952-1956 | 62       | 54    |
| Juventus      | Italia | 1956-1957 | 23       | 8     |
| Padova        | Italia | 1957-1958 | 30       | 20    |
| Fiorentina    | Italia | 1958-1967 | 289      | 150   |
| Milan         | Italia | 1967-1969 | 36       | 9     |
| Napoli        | Italia | 1969-1971 | 22       | 3     |
| IFK Stockholm | Suecia | 1972      | 10       | 5     |

## Estadísticas

### Clubes
| Club                         | Div.          | Temporada     | Liga  | Liga  | Copa (1) | Copa (1) | Internacional (2) | Internacional (2) | Total | Total | Media goleadora |
| Club                         | Div.          | Temporada     | Part. | Goles | Part.    | Goles    | Part.             | Goles             | Part. | Goles | Media goleadora |
| ---------------------------- | ------------- | ------------- | ----- | ----- | -------- | -------- | ----------------- | ----------------- | ----- | ----- | --------------- |
| Juventus F. C. · Italia      | 1.ª           | 1956-57       | 23    | 8     | -        | -        | -                 | -                 | 23    | 8     | 0.35            |
| Juventus F. C. · Italia      | Total club    | Total club    | 23    | 8     | 0        | 0        | 0                 | 0                 | 23    | 8     | 0.35            |
| Calcio Padova · Italia       | 1.ª           | 1957-58       | 30    | 20    | 2        | 0        | -                 | -                 | 32    | 20    | 0.63            |
| Calcio Padova · Italia       | Total club    | Total club    | 30    | 20    | 2        | 0        | 0                 | 0                 | 32    | 20    | 0.63            |
| A. C. F. Fiorentina · Italia | 1.ª           | 1957-58       | -     | -     | 3        | 3        | -                 | -                 | 3     | 3     | 1               |
| A. C. F. Fiorentina · Italia | 1.ª           | 1958-59       | 32    | 26    | 2        | 0        | -                 | -                 | 34    | 26    | 0.76            |
| A. C. F. Fiorentina · Italia | 1.ª           | 1959-60       | 34    | 26    | 4        | 2        | 2                 | 1                 | 40    | 29    | 0.73            |
| A. C. F. Fiorentina · Italia | 1.ª           | 1960-61       | 31    | 14    | 3        | 0        | 6                 | 6                 | 40    | 20    | 0.5             |
| A. C. F. Fiorentina · Italia | 1.ª           | 1961-62       | 32    | 15    | 2        | 1        | 13                | 14                | 47    | 30    | 0.64            |
| A. C. F. Fiorentina · Italia | 1.ª           | 1962-63       | 31    | 14    | 1        | 0        | -                 | -                 | 32    | 14    | 0.44            |
| A. C. F. Fiorentina · Italia | 1.ª           | 1963-64       | 33    | 19    | 5        | 4        | 3                 | 5                 | 41    | 28    | 0.68            |
| A. C. F. Fiorentina · Italia | 1.ª           | 1964-65       | 34    | 8     | 1        | 0        | 4                 | 2                 | 39    | 10    | 0.26            |
| A. C. F. Fiorentina · Italia | 1.ª           | 1965-66       | 30    | 12    | 5        | 5        | 6                 | 4                 | 41    | 21    | 0.51            |
| A. C. F. Fiorentina · Italia | 1.ª           | 1966-67       | 32    | 16    | 1        | 0        | 8                 | 6                 | 41    | 22    | 0.54            |
| A. C. F. Fiorentina · Italia | Total club    | Total club    | 289   | 150   | 27       | 15       | 42                | 38                | 358   | 203   | 0.57            |
| A. C. Milan · Italia         | 1.ª           | 1967-68       | 23    | 8     | 8        | 2        | 8                 | 4                 | 39    | 14    | 0.36            |
| A. C. Milan · Italia         | 1.ª           | 1968-69       | 13    | 1     | 3        | 1        | 6                 | 1                 | 22    | 3     | 0.14            |
| A. C. Milan · Italia         | Total club    | Total club    | 36    | 9     | 11       | 3        | 14                | 5                 | 61    | 17    | 0.28            |
| S. S. C. Napoli · Italia     | 1.ª           | 1969-70       | 5     | 1     | -        | -        | 1                 | 0                 | 6     | 1     | 0.17            |
| S. S. C. Napoli · Italia     | 1.ª           | 1970-71       | 17    | 2     | 6        | 0        | -                 | -                 | 23    | 2     | 0.09            |
| S. S. C. Napoli · Italia     | Total club    | Total club    | 22    | 3     | 6        | 0        | 1                 | 0                 | 29    | 3     | 0.1             |
| Total carrera                | Total carrera | Total carrera | 400   | 190   | 46       | 18       | 57                | 43                | 503   | 251   | 0.5             |

## Palmarés

### Campeonatos nacionales
| Título         | Club       | País   | Año  |
| -------------- | ---------- | ------ | ---- |
| Copa de Italia | Fiorentina | Italia | 1961 |
| Copa de Italia | Fiorentina | Italia | 1966 |
| Serie A        | Milan      | Italia | 1968 |

### Campeonatos internacionales
| Título           | Club       | Sede      | Año  |
| ---------------- | ---------- | --------- | ---- |
| Recopa de Europa | Fiorentina | Florencia | 1961 |
| Copa Mitropa     | Fiorentina | Florencia | 1966 |
| Recopa de Europa | Milan      | Róterdam  | 1968 |
| Copa de Europa   | Milan      | Madrid    | 1969 |